# 吉薩爾

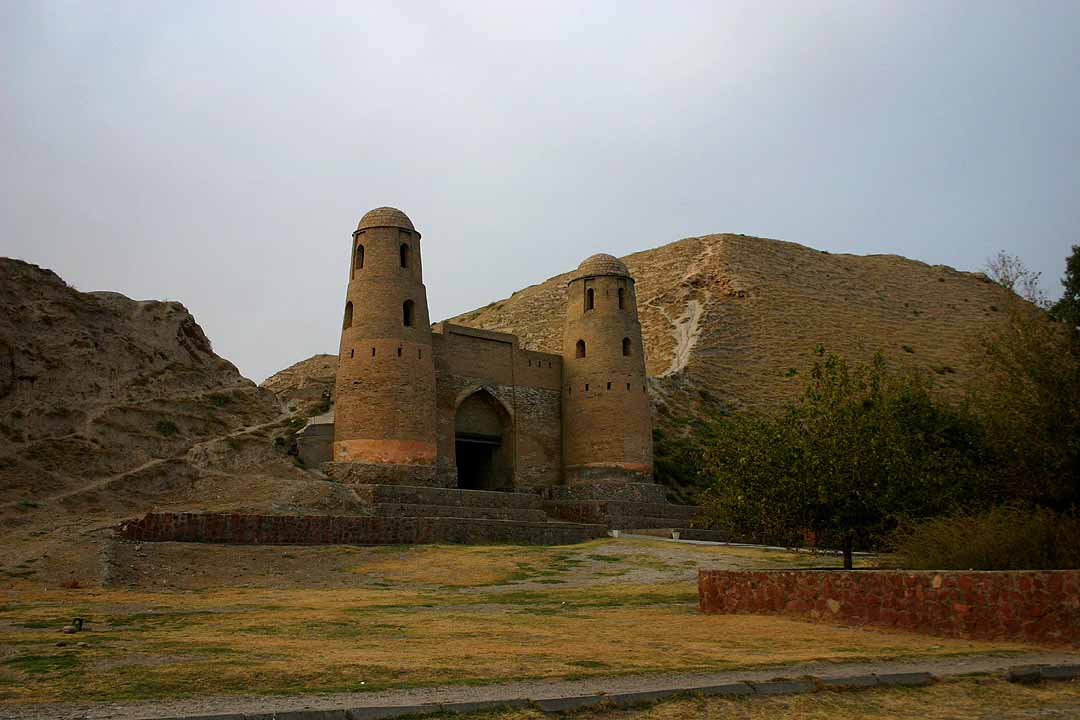

吉薩爾是塔吉克斯坦西部共和國直轄區的城市，距離首都杜尚別25公里，面積10平方公里，海拔高度約800米，2006年人口23,000。